# Meine Seufzer, meine Tränen
Meine Seufzer, meine Tränen (in tedesco, "I miei sospiri, le mie lacrime") BWV 13 è una cantata di Johann Sebastian Bach.

## Storia
Composta nel 1726 per la II domenica dopo l'epifania, che quell'anno cadde il 20 gennaio, la cantata è basata su testi di Georg Christian Lehms per i movimenti 1, 2, 4 e 5, di Johann Heermann per il terzo e di Paul Fleming per il sesto.

## Struttura
La Meine Seufzer, meine Tränen è composta per soprano solista, tenore solista, basso solista, coro, flauto I e II, oboe da caccia, violino I e II, viola e basso continuo ed è suddivisa in sei movimenti:
1. Aria: Meinen Seufzer, meinen Tränen, per tenore.
2. Recitativo: Mein liebster Gott lässt mich annoch, per contralto.
3. Corale: Der Gott, der mit hat versprochen, per contralto.
4. Recitativo: Mein Kummer nimmet zu, per soprano.
5. Aria: Ächzen und erbärmlich Weinen, per basso.
6. Corale: So sei nun, Seele, deine, per il coro.